# Ursus arctos gyas
El Oso pardo de la península de Alaska o "grizzly peninsular" es una nomenclatura coloquial para un supuesto oso pardo que vive en las regiones costeras del sur de Alaska, aunque según otras fuentes, es una población de la subespecie del oso grizzly continental (Ursus arctos horribilis), o la subespecie de oso Kodiak (U. a. Middendorffi).
Los osos pardos de la península de Alaska son muy grandes, por lo general varían en peso de 800 a 1200 libras (360 a 540 kg). Se encuentran en altas densidades a lo largo de la costa sur de Alaska debido no solo a la gran cantidad de almejas y juncia sino también a las carreras anuales de salmón ; esto les permite alcanzar tamaños enormes, algunos de los más grandes del mundo Pueden reunirse en grandes cantidades en sitios de alimentación, como Brooks Falls y McNeil Falls , ambos en el parque nacional Katmai cerca de King Salmon. Los biólogos sostienen que los costeros son verdaderamente osos pardos. Sin embargo, se considera correcto colocar a todos los miembros norteamericanos de U. arctos en la subespecie horribilis, excepto a los osos gigantes Kodiak de la isla Kodiak Para evitar confusiones, muchos simplemente se refieren a todos los miembros de América del Norte, incluidos los Kodiaks, como "osos pardos".
Valorados por los cazadores por sus cráneos y pieles, hasta 500 de los 1.500 osos pardos de Alaska asesinados anualmente por cazadores provienen de la península de Alaska. Para cazar este gran oso, los cazadores deben seguir una variedad de regulaciones, incluidos los límites de las bolsas de osos, las tarifas de caza y los rifles adecuados.

## Denominación y etimología
El nombre del oso pardo de la península de Alaska probablemente surgió porque, hasta 1975, se consideró una especie diferente del oso grizzly del interior. Nunca se consideró más cercano a los osos pardos europeos que los osos pardos del interior, pero se le dio un nombre diferente, debido a las diferencias de tamaño y color de los marrones costeros y los osos pardos del interior. A partir de 1975, se consideró que era la misma especie, pero las costeras conservaron el nombre de "oso pardo". Cuando se menciona a los osos pardos u osos grizzly, son el mismo animal que vive en diferentes áreas. Los osos costeros tienden a ser más grandes debido a una dieta rica en salmón. El número total de osos pardos en los EE. UU. Se estima en 32,000 con aproximadamente el 95% (30,400) viviendo en Alaska. Alrededor de 4000 de estos son osos costeros.

## Apariencia
Los osos pardos de la península de Alaska se encuentran entre los tipos de osos pardos más grandes del mundo. Por lo general, miden 2,4 m (8 pies) de largo, por lo general tienen una altura de hombros de aproximadamente 4 a 4 1/2 pies o 1,22 a 1,37 metros (137 cm) y una longitud del retropié de 28 cm (11 pulgadas). Un estudio encontró que el peso promedio de un macho costero era de alrededor de 408 kg (899 libras) y de 227 kilogramos (500 libras) para una hembra. Por otro lado, se ha registrado un macho marrón enorme ocasional que excede en gran medida el tamaño normal, con pesos reportados de hasta 680 kg (1,500 lb). Un macho costero grande de este tamaño puede medir hasta 3 metros (9,8 pies) de altura sobre sus patas traseras y medir hasta 1,5 metros (4,9 pies) en el hombro. El individuo más grande registrado fue fusilado en 1948 cerca de Cold Bay. Su peso se estimó en 725 a 771 kg (1598 a 1700 libras). Este oso acaba de salir de la hibernación y tiene poca o nada de grasa; eso significa que el animal habría pesado alrededor de 839 kg (1.850 libras) al final del verano. Aunque varía de rubio a casi negro, el pelaje del oso grizzly es típicamente de color marrón con puntas blancas. Aparece una joroba pronunciada en sus hombros; la joroba es una buena manera de distinguir un oso negro de un oso pardo, ya que los osos negros no tienen esta joroba.